# Spiraeoideae
Die Spiraeoideae sind eine Unterfamilie der Rosengewächse (Rosaceae). Nach molekulargenetischen Untersuchungen wurde die Unterfamilie erweitert und umfasst auch die früher als eigene Unterfamilien geführten Kernobstgewächse (jetzt Subtribus Pyrinae) und Steinobstgewächse (Gattung Prunus).

## Merkmale

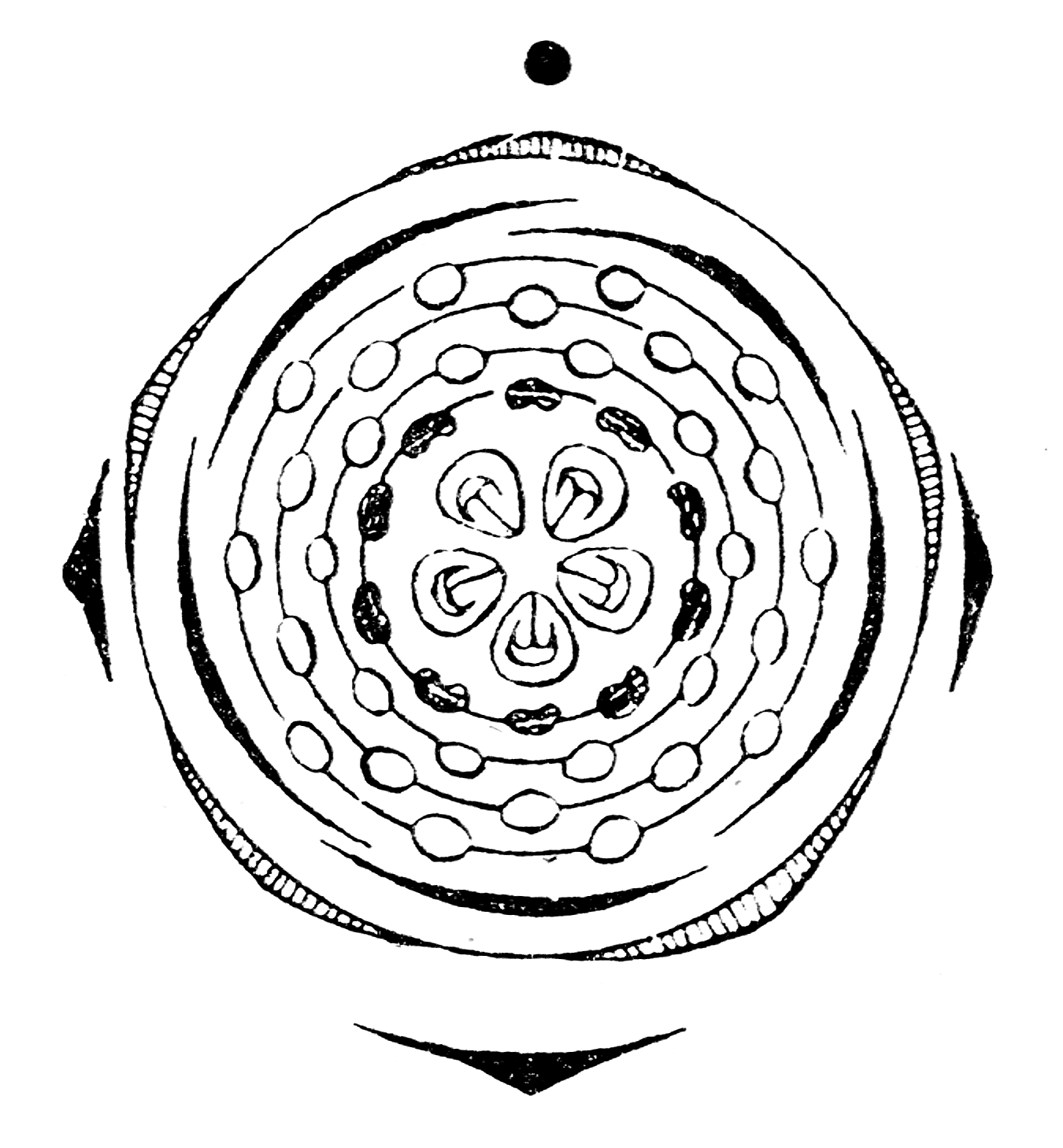
Blütendiagramm von Spiraea hypericifolia.

Die Vertreter sind vorwiegend Sträucher und Bäume. Die Blätter sind vorwiegend einfach und wechselständig und besitzen Nebenblätter. Der Blütenbecher (Hypanthium) ist meist nicht mit den Fruchtblättern verwachsen. Auch diese sind frei und nicht verwachsen.

### Früchte
In der klassischen Systematik, die sich nach morphologischen statt nach molekularen Kriterien richtet, gehören die apfel- und steinfruchtbildenden Rosaceen nicht in die Unterfamilie Spiraeoideae. Nach dieser morphologischen Sichtweise sind die Spiraeoideae durch die Balgfrucht gekennzeichnet. Die Balgfrüchte entstehen aus einer fünfzähligen Blüte mit drei oder mehr Staubblattkreisen und einem Fruchtblattkreis. Die Fruchtblätter dieser Balgfrüchte sind dann entweder freistehend (apokarp) oder nur an der Basis verwachsen. Verschiedentlich wird auch die Achäne als möglicher Fruchttyp bei den Spierstrauchartigen genannt (s. u.), was jedoch aus botanischer Sicht keine zutreffende Bezeichnung ist.
Nach der molekularen Sichtweise gehören die Stein- und Kernobstgewächse mit zu den Spiraeoideae. Damit kommen zu den Balgfrüchten die Sammel-Kapselfrüchte (Coccetum), Steinfrüchte und Apfelfrüchte hinzu. Zusätzlich wird auch die genannte Blütenformel hinfällig, die dann nicht mehr alle zugeordneten Arten umfasst.
Cyanogene Glykoside sind allgemein verbreitet, Sorbitol wird in signifikanten Mengen gebildet. Die Chromosomengrundzahlen betragen x = 8, 9, 15, oder 17.

### Kontroversen
Die Benennung der Fruchttypen der Spiraeoideae in der Fachliteratur ist insgesamt uneinheitlich, was sich auch in der Beschreibung der Spiraeoideae spiegelt. So spricht beispielsweise Klein bei der Erdbeere von „dem Blütenboden aufsitzenden Achänen“, während andere Botaniker als notwendiges Kriterium für die Achäne „ein unterständiges Ovar fordern“, das bei der Sammelnussfrucht von Fragaria nicht gegeben ist. Für Laien verwirrend können auch Bezeichnungen wie „Balgähnliche Nüsschen“ sein, da sich die Nüsschen des Mädesüß eben nicht wie bei einer Balgfrucht zur Samenverstreuung öffnen.

## Systematik
Der Umfang der Spiraeoideae wurde von Potter et al.(2007) aufgrund molekulargenetischer Untersuchungen wesentlich erweitert, die früher als eigenen Unterfamilien geführte Kernobstgewächse (Maloideae) und Steinobstgewächse (Prunoideae) wurden in die Spiraeoideae integriert.
Die Unterfamilie besteht aus sieben Triben und zwei Gattungen, die keiner Tribus zugeordnet werden.
- Lyonothamnus

Tribus Amygdaleae
Die Tribus Amygdaleae entspricht der früheren Unterfamilie Steinobstgewächse mit der einzigen und sehr artenreichen Gattung:
- Prunus

Tribus Neillieae
Die Tribus Neillieae besitzt verwachsene Fruchtblätter, die Frucht ist eine Sammelbalgfrucht. Die Nebenblätter sind hinfällig, cyanogene Glykoside scheinen zu fehlen. Die Chromosomengrundzahl ist x = 9.
- Physocarpus
- Neillia (inkl. Stephanandra)

Tribus Sorbarieae
Die Sorbarieae besitzen wechselständige und zusammengesetzte Blätter, Adenostoma hat quirlige bis wechselständige, einfache Blätter. Die Fruchtblätter sind verwachsen, die Frucht sind eine Achäne oder eine Sammelbalgfrucht. Die Chromosomengrundzahl ist x = 9.
- Adenostoma
- Fiederspieren (Sorbaria)
- Chamaebatiaria
- Spiraeanthus

Tribus Spiraeeae

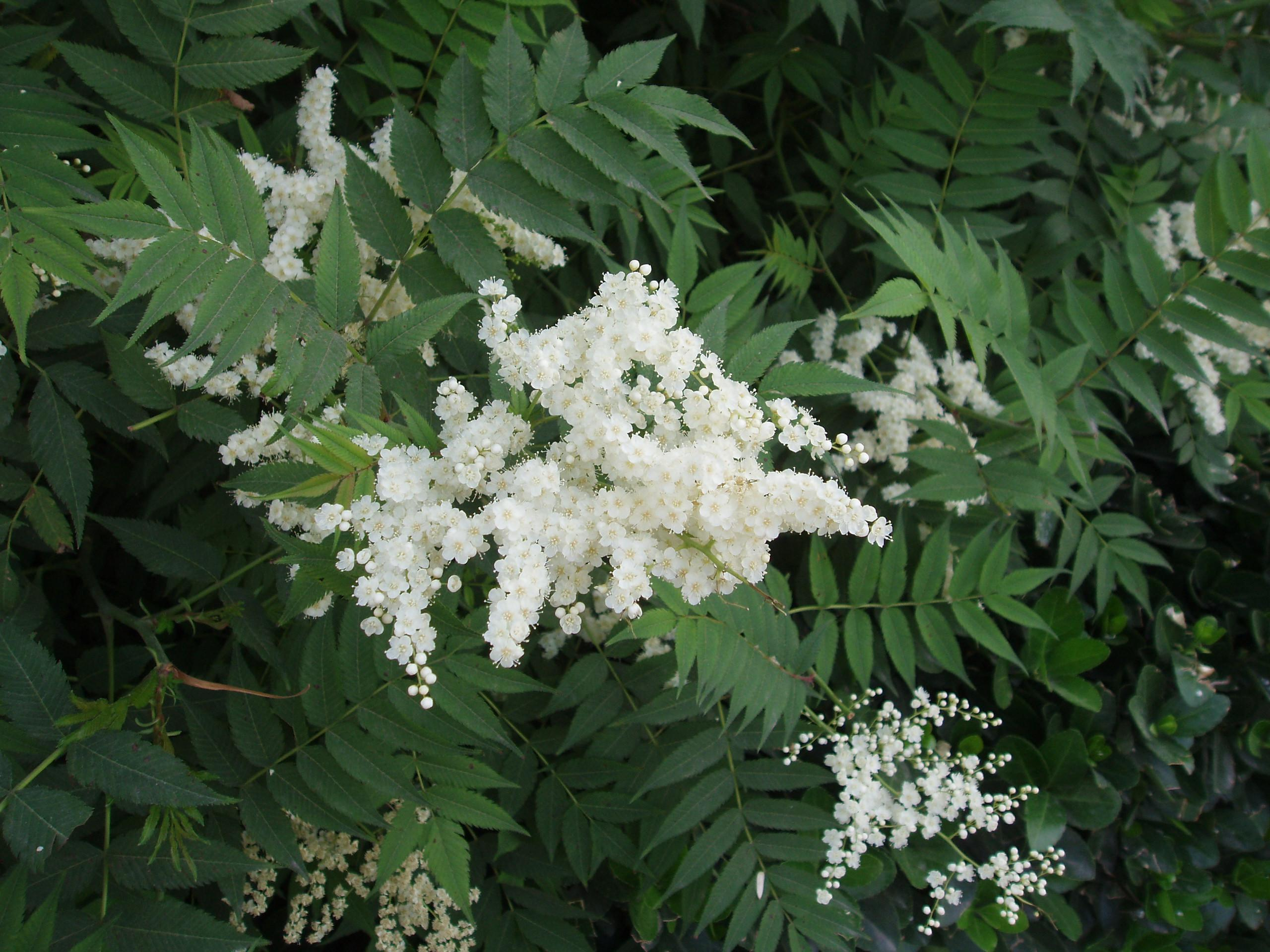
Sibirische Fiederspiere (Sorbaria sorbifolia)

Die Spiraeeae sind krautige Pflanzen oder Sträucher und bilden manchmal Rosetten. Nebenblätter fehlen, die Früchte sind Sammelbalgfrüchte oder Sammelachänen. Die Chromosomengrundzahl ist x = 9.
- Geißbart (Aruncus)
- Kelseya
- Luetkea
- Petrophyton
- Sibiraea
- Spiersträucher (Spiraea)
- Xerospiraea
- Holodiscus

### Supertribus Kerriodae
Die Kerriodae D. Potter, S. H. Oh, K. R. Robertson sind molekulargenetisch als monophyletisches Taxon definiert und umfassen zwei Triben.
Tribus Osmaronieae
Die Nebenblätter fehlen oder sind hinfällig, die Frucht ist ein Coccetum, eine Steinfrucht oder Sammel-Steinfrucht. Die Chromosomengrundzahl ist x = 8.
- Exochorda
- Oemleria
- Prinsepia (inkl. Plagiospermum)

Tribus Kerrieae

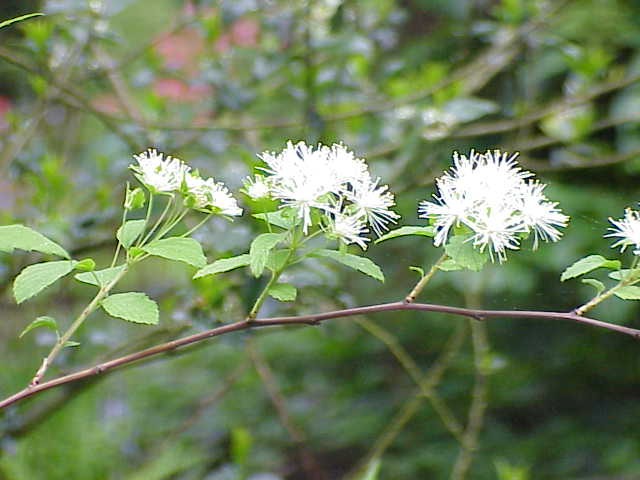
Neviusia alabamensis

Die Frucht ist meist ein Nuculanium (ähnlich Steinfrucht, aber mit trockenem Perikarp), bei Neviusia eine Sammel-Achäne. Die Chromosomengrundzahl ist x = 9 (bei Coleogyne 8).
- Coleogyne
- Kerrien (Kerria)
- Neviusia
- Rhodotypos

### Supertribus Pyrodae
Die Supertribus Pyrodae C.S. Campbell, R.C. Evans, D.R. Morgan & T.A. Dickinson umfasst eine Gattung und eine Tribus. Es sind ausdauernde krautige Pflanzen, Sträucher oder Bäume. Bei einigen Gattungen sind die Blätter zusammengesetzt. Die Fruchtblätter sind meist verwachsen. Die Samenanlagen stehen basal und sind in Zweizahl vorhanden. Die Arten sind Wirte der Rostpilze Phragmidium und Gymnosporangium.
- Gillenia

Tribus Pyreae

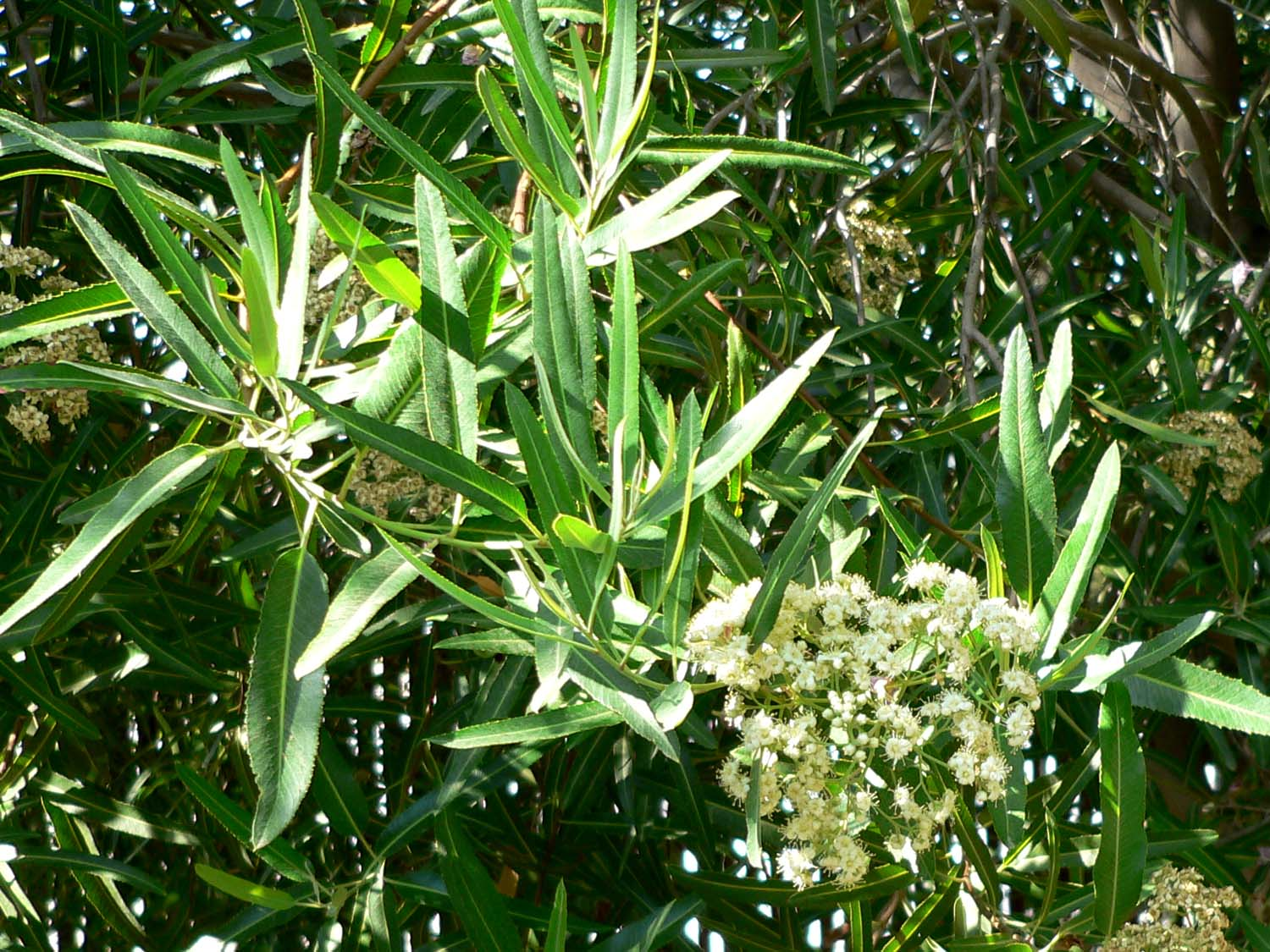
Vauquelinia californica

Die Pyreae umfassen eine Subtribus sowie drei Gattungen, die keiner Subtribus zugeordnet sind. Die Basischromosomenzahl ist x = 17 (bei Vauquelinia 15).
- Kageneckia
- Vauquelinia
- Lindleya
- Subtribus Pyrinae (Kernobstgewächse, früher Maloideae)

## Belege
- D. Potter, T. Eriksson, R. C. Evans, S. Oh, J. E. E. Smedmark, D. R. Morgan, M. Kerr, K. R. Robertson, M. Arsenault, T. A. Dickinson, C. S. Campbell:  Phylogeny and classification of Rosaceae. In: Plant Systematics and Evolution. Band 266, 2007, S. 5–43. doi:10.1007/s00606-007-0539-9